# Parijs-Roubaix 1973
De 71e editie van Parijs-Roubaix werd verreden op 15 april 1973. De Belg Eddy Merckx won de 272 kilometer lange klassieker voor de derde keer. Deze editie staat bekend als een van de zwaarste ooit, dankzij extreem slecht weer. Van de 136 renners aan de start finishten er uiteindelijk slechts 35.

## Uitslag
| rang | renner             | land      | tijd      |
| ---- | ------------------ | --------- | --------- |
| 1    | Eddy Merckx        | België    | 7u 28'43" |
| 2    | Walter Godefroot   | België    | op 2'20"  |
| 3    | Roger Rosiers      | België    | z.t.      |
| 4    | Walter Planckaert  | België    | op 7'18"  |
| 5    | Freddy Maertens    | België    | z.t.      |
| 6    | Frans Verbeeck     | België    | op 7'46"  |
| 7    | Roger De Vlaeminck | België    | z.t.      |
| 8    | Herman Vanspringel | België    | z.t.      |
| 9    | Régis Delépine     | Frankrijk | op 11'53" |
| 10   | Raymond Poulidor   | Frankrijk | z.t.      |

1896 · 
1897 · 
1898 · 
1899 · 
1900 · 
1901 · 
1902 · 
1903 · 
1904 · 
1905 · 
1906 · 
1907 · 
1908 · 
1909 · 
1910 · 
1911 · 
1912 · 
1913 · 
1914 · 
1915 · 
1916 · 
1917 · 
1918 · 
1919 · 
1920 · 
1921 · 
1922 · 
1923 · 
1924 · 
1925 · 
1926 · 
1927 · 
1928 · 
1929 · 
1930 · 
1931 · 
1932 · 
1933 · 
1934 · 
1935 · 
1936 · 
1937 · 
1938 · 
1939 · 
1940 · 
1941 · 
1942 · 
1943 · 
1944 · 
1945 · 
1946 · 
1947 · 
1948 · 
1949 · 
1950 · 
1951 · 
1952 · 
1953 · 
1954 · 
1955 · 
1956 · 
1957 · 
1958 · 
1959 · 
1960 · 
1961 · 
1962 · 
1963 · 
1964 · 
1965 · 
1966 · 
1967 · 
1968 · 
1969 · 
1970 · 
1971 · 
1972 · 
1973 · 
1974 · 
1975 · 
1976 · 
1977 · 
1978 · 
1979 · 
1980 · 
1981 · 
1982 · 
1983 · 
1984 · 
1985 · 
1986 · 
1987 · 
1988 · 
1989 · 
1990 · 
1991 · 
1992 · 
1993 · 
1994 · 
1995 · 
1996 · 
1997 · 
1998 · 
1999 · 
2000 · 
2001 · 
2002 · 
2003 · 
2004 · 
2005 · 
2006 · 
2007 · 
2008 · 
2009 · 
2010 · 
2011 ·
2012 · 
2013 ·
2014 ·
2015 ·
2016 ·
2017 ·
2018 ·
2019 ·
2020 · 
2021 · 
2022 · 
2023 · 
2024 · 
2025